# Robert Brooke

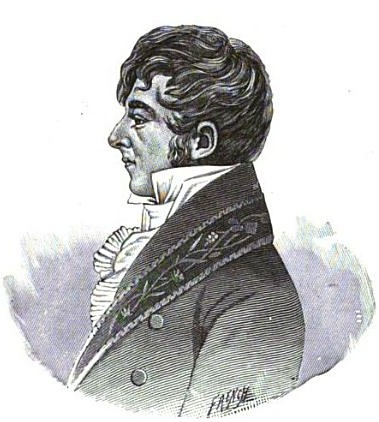
Robert Brooke

Robert Brooke (* um 1760; † 27. Februar 1800 in Spotsylvania County) war ein britisch-amerikanischer Politiker Virginias und Freimaurer. Er war Gouverneur von Virginia von 1794 bis 1796 und bevollmächtigter General von Virginia von 1796 bis 1800.
Brooke wurde wahrscheinlich in Spotsylvania County um 1760 geboren. Er studierte Medizin an der Edinburgh Universität. Als der Amerikanische Unabhängigkeitskrieg ausbrach war er für kurze Zeit in Großbritannien gestrandet. Im Jahre 1780 kehrte Brooke nach Virginia zurück.
Er war Freimaurer und Alt-Stuhlmeister der Fredericksburg Lodge No. 4 und wurde am 23. November 1795 Großmeister der Großloge von Virginia.
Er starb am 27. Februar 1800 in Fredericksburg, Virginia.

## Weblink
- Robert Brooke in der National Governors Association (englisch)